# Copargo
Copargo es una comuna beninesa perteneciente al departamento de Donga.
En 2013 tenía 70 938 habitantes, de los cuales 28 605 vivían en el arrondissement de Copargo.
Se ubica sobre la carretera RNIE3, unos 30 km al noroeste de Djougou. Su territorio es fronterizo al oeste con Togo.

## Subdivisiones
Comprende los siguientes arrondissements:
- Anandana
- Copargo
- Pabégou
- Singré